# Jack, el matagegants
Jack, el matagegants (títol original en anglès: Jack the Giant Slayer) és una pel·lícula de 2013 dirigida per Bryan Singer i escrita per Darren Lemke, Christopher McQuarrie i Dan Studney, en una versió adulta basada en el conte de fades anglès "Les mongetes màgiques". Ha estat doblada i subtitulada al català.
El gener de 2009, la revista Variety va anunciar que D.J. Caruso seria el director de la pel·lícula, però mesos més tard Bryan Singer va ocupar el lloc oficialment. El seu rodatge, que es va dur a terme a Anglaterra a mitjans de 2010, va ser posposat a febrer de 2011 degut a les millores necessàries en els efectes visuals.

## Argument
En Jack, un jove pagès del regne de Cloister, coneix la princesa Isabelle. Tots dos han crescut fascinats per la llegenda del rei Erik, que va derrotar un exèrcit de gegants provinents d'un regne situat al cel amb el poder d'una corona màgica. A en Jack li arriben a les mans unes mongetes màgiques, i, quan accidentalment, una de les mongetes es mulla, creix una mongetera gegantina que s'endú casa seva i la princesa fins al cel i, d'aquesta manera, es converteix en un pont entre la Terra i el regne dels gegants. En Jack haurà de lluitar al costat dels soldats del rei per rescatar la princesa i per salvar la Terra dels gegants.
Espectacularitat a dojo, creativa, dinàmica i amb un to lleugerament obscur.

## Personatges
- Nicholas Hoult com a Jack, un jove agricultor que lidera l'expedició per rescatar a la princesa. Hoult fou seleccionat d'una llista d'actors que incloïa a Aaron Johnson i Aneurin Barnard.
- Eleanor Tomlinson com a Isabel (en anglès Isabelle), la princesa que és segrestrada pels gegants. Adelaide Kane, Lily Collins i Juno Temple també van fer proves per fer aquest paper.
- Stanley Tucci com a Lord Roderick, un conseller del rei, que desitja usurparl·lo en el tro.
- Ian McShane com al Rei Brahmwell, el pare de la princesa, que no está gens entusiasmat amb la unió entre la seva filla i un camperol.
- Bill Nighy i John Kassir com a Fallon, el líder de dos caps dels gegants. Nighy posa veu al cap gran i Kassir al cap més petit.
- Ewan McGregor com a Elmont, el líder de la guàrdia d'elit del rei, que ajuda a lluitar contra els gegants.
- Ewen Bremner com a Wicke, l'assistent de Lord Roderick.
- Eddie Marsan com a Crawe, el segon de bord d'Elmont.